# Mamma Ebe (film)
Mamma Ebe è un film del 1985 diretto da Carlo Lizzani.
Narra la storia di Mamma Ebe, pseudonimo di Gigliola Ebe Giorgini.
Il film fu presentato in concorso alla 42ª Mostra internazionale d'arte cinematografica di Venezia.

## Trama
La giovane Laura Bonetti si è barricata nella sagrestia di una chiesa e minaccia di uccidersi dopo aver saputo che Gigliola Ebe Giorgini, detta Mamma Ebe, la donna a cui si è affidata totalmente, è stata arrestata insieme ai suoi più stretti collaboratori e seguaci. Da qui inizia il processo alla donna creduta da alcuni, con scetticismo, un'esaltata, esibizionista e astuta nel carpire la buona fede della gente, e da altri, con fanatismo più che religioso, una "santa" miracolosa dalle doti eccezionali, onesta sotto tutti i punti di vista.
Al processo testimoniano varie persone: la stessa Laura, che all'inizio diffidava di Mamma Ebe, ma che dopo un incontro con lei diventa sua accesa seguace tanto da dimenticare completamente la sua famiglia (un padre, Mario, violinista di successo, tutto preso dal lavoro, che tenta di tutto per liberare la figlia da questa "ossessione", e la madre, che ha preferito abbandonare la famiglia per unirsi a un altro uomo). Dalla testimonianza di Laura viene fuori una realtà fatta di sane rinunce e di assoluto e disinteressato amore per il prossimo. Così pure le parole di  Pier Giovanni Moneta  e di un seminarista seguace di Mamma Ebe sostengono la tesi della bontà e della sincerità dell'imputata.
Anche Sandra, un'ex prostituta, nonostante abbia molto sofferto a causa di Ebe, per paura non la denuncia e anzi ne esalta la sensibilità. Ma la testimonianza della madre di un seminarista, di Maria Pia (ex suora di Mamma Ebe) e di un vescovo toscano fanno luce su una vicenda fatta di sfruttamento, di crudeli punizioni per i trasgressori (docce gelate, pomate urticanti, digiuni, mortificazioni), di esorcismi, di microspie collocate dappertutto per controllare i sospetti, di storie infarcite di sesso e di psicofarmaci, di intimidazioni e minacce per i traditori, di soldi, lussi e pellicce.